# السماسدة (سلام العرب)
السماسدة هو دُوَّار يقع بجماعة آيت الطالب، إقليم الرحامنة، جهة مراكش آسفي في المملكة المغربية. ينتمي الدوّار لمشيخة سلام العرب التي تضم 15 دوار. يقدر عدد سكانه بـ 129 نسمة حسب الإحصاء الرسمي للسكان والسكنى لسنة 2004.

## روابط خارجية
- البوابة الوطنية للجماعات الترابية
- المندوبية السامية للتخطيط